# TinyURL

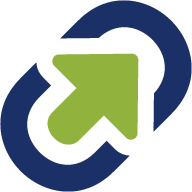
Logotipo de TinyURL.

TinyURL es un servicio de acortamiento de URL. El servicio web proporciona alias cortos para redirecciones de URL largas. Kevin Gilbertson, un desarrollador web, lanzó el servicio en enero de 2002 de modo que fuera capaz de enlazar directamente a grupos de noticias o direcciones largas.

## Servicio
La página principal de TinyURL muestra un formulario donde se debe ingresar un enlace largo para ser acortado. Por cada URL introducida, el servidor añade un alias nuevo en su tabla hash de base de datos y devuelve una URL corta.
TinyURL ofrece una interfaz de programación (API) que permite aplicaciones automáticas para crear URL cortas. 
Las URL cortas son de gran utilidad por varios motivos: son fáciles de escribir, recordar y se comparten mejor entre usuarios, tienen menor número de errores al escribirse y cuando existe una limitación especial, como en los cuadros de texto de los canales de IRC, firmas de correo electrónico, microblogs, comentarios de prensa o clientes de correo electrónico, que imponen límites en el número de caracteres que puede tener una sola línea, insertando saltos de línea. Una de las redes sociales que vio más rápidamente la importancia de TinyURL fue Twitter, que generalizó el uso de las URL cortas para mantener sus tuits dentro de los 140 caracteres límite.

### Vista previa de URL cortas
Para obtener una vista previa de la URL completa a la que redirige la TinyURL corta, basta con añadir el subdominio preview antes de tinyurl.com o alternativamente antes del alias. Por ejemplo, se podrá ver la vista previa de tinyurl.com/6kecskb4 (que redirige a esta página) con preview.tinyurl.com/6kecskb4 o tinyurl.com/preview/6kecskb4.
En lugar de redirigir al sitio web previsto en la TinyURL, primero se mostrará la URL completa, si el usuario está satisfecho con el resultado, puede hacer clic en el hiperenlace para ir al destino. Esta característica no está clara en la web de TinyURL.

## Impacto
La popularidad de TinyURL influyó en la creación de al menos 100 sitios web similares. La mayoría son sencillamente alternativas de ámbito, aunque algunos ofrecen características adicionales. TinyURL también dispone de una aplicación wrapper (API) en JSON.

### Twitter
Twitter usó desde un primer momento TinyURL. A partir de 2009, cambió a la marca Bitly. Actualmente, Twitter utiliza su propio acortador de enlaces t.co para este propósito.